# Ganesh II
Der Ganesh II (auch Ganesh NW) ist mit einer Höhe von 7118 m der zweithöchste Berg im Ganesh Himal. 
Der Gipfel befindet sich in der nepalesischen Verwaltungszone Gandaki, 6 km von der chinesischen Grenze entfernt.
Der Berg wurde nur ein einziges Mal bestiegen. Am 16. Oktober 1981 erreichte eine deutsche Expedition (Hermann Warth, Ang Chappal, Nga Temba) gemeinsam mit einer japanischen Expedition (N. Kuwahara, J. Nakamura, N. Hase, Tendi Sherpa, Kirke Sherpa) den Gipfel.